# Храм Троицы Живоначальной в Карачарове
Храм Троицы Живоначальной в Карачарове — православный храм в Нижегородском районе Москвы, принадлежащий к Петропавловскому благочинию Московской епархии Русской Православной Церкви.

## История
Храм получил название по имени села Карачарово, которое известно в этой местности с XVI века, село же получило своё название от фамилии первых его владельцев дворян Карачаровых. После Смутного времени село становится пустошью, и только когда владельцем земли становится В. И. Стрешнев, Карачарово вновь заселяется. При нём же строятся две деревянных шатровых церкви, Трёхсвятительская и Знаменская. В 1661 году землями села Карачарово владеет Андроников монастырь. В 1774 году вместо деревянной Знаменской церкви строят каменную, но главный престол освящают во имя Святой Троицы, Трёхсвятительской церкви к 1773 году уже не существовало. В 1782 году к храму пристраивают придел во имя иконы Божией Матери «Знамение». Церковь обновляют и перестраивают в 1904—1905 годах.
После 1917 году храм закрывают, церковь лишается глав, с неё снимают кресты, разбирают колокольню, в здании размещают экспериментально-механический цех. Производство убирают в 1978 году, здание остается бесхозным и медленно разрушается. В 1980 году в здании располагается скульптурная мастерская, которая делает внешний ремонт. Храм возвращён Русской православной церкви в 1992 году.

## Престолы
- Троицы Живоначальной
- Иконы Божией Матери «Знамение»
- Святителя Николая

## Духовенство
Распоряжением патриарха Московского и всея Руси Кирилла № 02/1290 от 11 октября 2021 года на служение в храм Живоначальной Троицы в Карачарове определён епископ на покое Нектарий (Фролов).
- Священник Александр Лисовский, и. о. настоятеля[3].
- Священник Николай Самодумский[3].
- Священник Олег Курчатов[3].
- Священник Андрей Матвеев[3].
- Диакон Кирилл Харламов[3].

## Святыни
- Ковчег с частицами мощей: свт. Григория Богослова, свт. Спиридона Тримифунтского чудотворца, свт. Афанасия, патриарха Константинопольского, свт. Феофана Затворника, Вышенского, свт. Митрофана Воронежского, свт. Филарета, митрополита Московского, свт. Иннокентия, митрополита Московского, прп. Максима Грека, прп. Зинона Печерского, прп. Феодора Санаксарского, прп. Серафима Саровского
- Икона Божией Матери «Казанская»
- Икона Божией Матери
- Икона Святой Троицы
- Икона Илии Пророка
- Икона 12 праздников (Дар семейства Стыриных)
- Икона Божией Матери «Знамение»
- Евангелие (спасенное В. Н. Балашовой)[4]